# Odăile (gmina)
Odăile – gmina w Rumunii, w okręgu Buzău. Obejmuje miejscowości Capu Satului, Corneanu, Gorâni, Lacu, Odăile, Piatra Albă, Posobești, Scoroșești, Valea Fântânei i Valea Ștefanului. W 2011 roku liczyła 882 mieszkańców.